# 魚澄惣五郎
魚澄惣五郎（うおずみ　そうごろう、明治22年（1889年）11月17日 - 昭和34年（1959年）3月26日）は、日本の日本史学者。広島大学名誉教授。

## 経歴
明治22年（1889年）11月17日、兵庫県神戸市兵庫区宮前町において、魚澄惣一郎・くま夫妻の次男として生まれる。
明治41年（1908年）3月25日、第八高等学校第一部乙類に入学する。
明治44年（1911年）2月に『八高校友会雑誌第二号』に最初の論文「政治家としての新井白石」を発表し、7月1日に第八高等学校を卒業。8月31日に東京帝国大学文科大学史学科に入学し国史学を専攻する。
大正3年（1914年）7月10日、東京帝国大学文科大学史学科を卒業し、9月1日に京都帝国大学大学院に入学する。10月には東京赤木書店の赤木叢書の一編として「新文明の源流」を初出版した。11月12日に永井光太郎の長女・多津と結婚し、京都の田中村門前町に転居する。
大正6年（1917年）秋、京都帝国大学史学科の有志からなる史学地理学同攷会に加わり、雑誌『歴史と地理』を発刊する。
昭和3年（1928年）10月、京都帝国大学の学生と共に朝鮮の史蹟調査のため、西田直二郎、中村直勝、末永雅雄と共に釜山、京城、平壌、開城、扶余、大邱、慶州、蔚山などを巡遊する。
昭和21年（1946年）12月19日、学位論文「建武中興を契機とせる政治社会情勢の推移についての考察」で文学博士（京都帝国大学）の学位を受ける。
龍谷大学、京都帝国大学、関西大学、東北帝国大学、武庫川女子専門学校、広島文理科大学、広島高等師範学校、大阪女子大学、大阪大学、香川大学等の嘱託講師を務め、大阪府天王寺師範学校、龍谷大学、広島大学、広島文理科大学、関西大学の教授を歴任している。
昭和29年（1954年）3月31日に広島大学文学部の教授を退官し、翌4月1日に関西大学文学部と大学院の教授に就任した。
昭和30年（1955年）3月31日に広島大学大学院の講師を退官し、名誉教授。社寺境内処分地方審査会委員なども務める。
昭和32年（1957年）7月下旬、関西大学と島根大学の共同による隠岐島の総合調査に参加し、隠岐島の各地を巡遊する。
昭和33年（1958年）8月下旬、胸部不調のため病床に伏したが、11月には小康状態となったため登学し、11月16日に石浜純太郎博士の古稀祝賀会において「賀寿の思想について」の演題で講演した。11月24日には西宮市において造酒業者との懇談会に出席したが、11月26日に病気が再発したため自宅で療養し、12月8日に大阪市北区絹笠町の大阪回生病院に入院した。
昭和34年（1959年）1月13日に大阪市北区南同心町の関西電力病院に移って診察を行い、1月19日に脊柱悪性腫瘍の診断を受けたため、大阪市北区堂島西町の大阪大学微生物病研究所附属病院に転院し、1月20日にコバルト65照射療法を施すなど治療を行ったが、3月23日に喘息の発作を起こして病状が悪化し、3月26日午前2時28分、脊柱悪性腫瘍により、入院していた大阪大学微生物病研究所附属病院において満69歳で死去。同日に従三位勲三等に叙され、瑞宝章を授与される。
3月27日午前9時30分に大阪大学微生物病研究所附属病院から出棺して豊中市の火葬場において火葬され、3月31日午後1時から豊中市の東光院において告別式が執り行われた。法名は「遊深院釈達慧」。

## 学歴
- 明治29年（1896年）3月 - 明治33年（1900年）3月、神戸市兵庫尋常小学校[15]。
- 明治33年（1900年）4月1日 - 明治36年（1903年）3月、神戸市兵庫高等小学校[2]。
- 明治36年（1903年）4月1日 - 明治41年（1908年）3月25日、兵庫県立第一神戸中学校[2]。
- 明治41年（1908年）7月31日 - 明治44年（1911年）7月1日、第八高等学校第一部乙類[2]。
- 明治44年（1911年）8月31日 - 大正3年（1914年）7月10日、東京帝国大学文科大学史学科国史学専攻[3]。
- 大正3年（1914年）9月1日 - 大正5年（1916年）、京都帝国大学大学院[3]。

## 職歴
- 大正4年（1915年）4月、京都帝国大学文学部副手[6]。
- 大正5年（1916年）5月、『京都府誌』編纂員（嘱託）[6]。
- 大正5年（1916年）9月1日 - 大正6年（1917年）2月4日、京都府立第五中学校教諭心得[6]。
- 大正6年（1917年）2月5日、京都府立第五中学校教諭[6]。
- 大正7年（1918年）8月29日、公立中学校教諭（高等官七等待遇）に任じられ、京都府立第三中学校教諭に補任される[6]。
- 大正8年（1919年）3月25日、高等官六等待遇に昇格[16]。
- 大正9年（1920年）9月1日、佛教大学（後の龍谷大学）講師[16]。
- 大正9年（1920年）10月30日 - 大正13年（1924年）5月30日、京都府史蹟勝地調査会委員（嘱託）[16]。
- 大正10年（1921年）6月7日、公立高等女学校長兼教諭に任じられ、京都府南桑田郡立高等女学校校長兼教諭に補任される[16]。
- 大正13年（1924年）3月31日、公立専門学校教授（高等官五等待遇）に任じられる[17]。
- 大正13年（1924年）3月31日 - 昭和21年（1946年）5月30日、大阪府立女子専門学校教授[18]。依願退職。
- 大正14年（1925年）7月11日、大阪府史跡名勝天然記念物調査会の常任委員[19]。
- 大正15年（1926年）3月10日、兵庫県史蹟調査会委員（嘱託）[19]。
- 大正15年（1926年）9月16日、高等官四等待遇に昇格[19]。
- 昭和3年（1928年）4月1日、龍谷大学文学部の講師（嘱託）[19]。
- 昭和3年（1928年）8月21日、大阪府の大礼事務委員[7]。
- 昭和4年（1929年）4月1日、高等官三等待遇に昇格[7]。
- 昭和6年（1931年）、大阪城天守閣復興事業専門委員（嘱託）[7]。
- 昭和7年（1932年）1月12日 - 昭和8年（1933年）4月20日、大阪府天王寺師範学校の教授（嘱託）[7]。
- 昭和9年（1934年）3月31日、本年度の京都帝国大学文学部講師（嘱託）[20]。
- 昭和9年（1934年）4月30日、大阪府神社調査会委員（嘱託）[20]。
- 昭和9年（1934年）、黒板勝美主宰の日本古文化研究所の委員[20]。
- 昭和11年（1936年）3月31日、本年度の京都帝国大学文学部講師（嘱託）[20]。
- 昭和11年（1936年）4月6日 - 昭和21年（1946年）3月31日、大阪城天守閣に関する事務（嘱託）[21]。
- 昭和12年（1937年）4月1日、本年度の関西大学講師（嘱託）[20]。
- 昭和13年（1938年）3月31日、本年度の京都帝国大学文学部講師（嘱託）[20]。
- 昭和13年（1938年）4月1日、本年度の関西大学講師（嘱託）[20]。
- 昭和14年（1939年）4月1日、本年度の関西大学講師（嘱託）[20]。
- 昭和14年（1939年）6月3日、奈良県史跡名勝天然記念物調査委員（嘱託）[20]。
- 昭和15年（1940年）2月17日、『貝塚町史』編纂事務（嘱託）[22]。
- 昭和15年（1940年）3月31日、本年度の京都帝国大学文学部講師（嘱託）[22]。
- 昭和15年（1940年）4月1日、本年度の関西大学講師（嘱託）[22]。
- 昭和15年（1940年）9月11日、『神戸市長田神社史』編纂委員（嘱託）[22]。
- 昭和16年（1941年）3月31日、本年度の京都帝国大学文学部講師（嘱託）[22]。
- 昭和16年（1941年）4月1日、本年度の関西大学講師（嘱託）[22]。
- 昭和17年（1942年）3月31日、本年度の京都帝国大学文学部講師（嘱託）[22]。
- 昭和17年（1942年）4月1日、本年度の関西大学講師（嘱託）[22]。
- 昭和17年（1942年）9月30日、東北帝国大学法文学部の講師（嘱託）[23]。
- 昭和18年（1943年）9月30日、本年度の京都帝国大学文学部の講師（嘱託）[23]。
- 昭和20年（1945年）10月1日 - 昭和22年（1947年）4月、龍谷大学の教授[23]。
- 昭和21年（1946年）5月31日、大阪府立女子専門学校の教授（嘱託）[23]。
- 昭和21年（1946年）6月1日、武庫川女子専門学校の講師（嘱託）[23]。
- 昭和21年（1946年）11月17日、近畿南部地区教員適格審査委員会にて教職員審査適格非該当と確認判定される[23]。
- 昭和21年（1946年）11月30日、本年度の京都帝国大学文学部の講師（嘱託）[8]。
- 昭和22年（1947年）3月10日、広島文理大学の講師（嘱託）[8]。
- 昭和22年（1947年）4月1日 - 昭和25年（1950年）6月30日、龍谷大学の教授を辞任し、同大学の講師（嘱託）となる[8]。
- 昭和22年（1947年）6月20日、公職適格審査非該当と確認判定される[8]。
- 昭和22年（1947年）6月28日、文部教官（一級）に任じられ、広島文理科大学の教授に補任される[8]。
- 昭和22年（1947年）6月30日、広島文理科大学の国史学教室主任[8]。
- 昭和22年（1947年）11月15日、広島県史蹟名勝天然記念物調査会常任委員（嘱託）[8]。
- 昭和23年（1948年）3月31日、昭和23年政令56号（嘱託制度の廃止に関する政令）による自然解嘱となり、改めて大阪府女子専門学校の講師に就任[8]。
- 昭和23年（1948年）4月1日、広島高等師範学校の講師（嘱託）[8]。
- 昭和23年（1948年）6月1日 - 昭和27年（1952年）5月、広島高等師範学校の講師（嘱託）[8]。
- 昭和23年（1948年）7月、神戸史談会の顧問[8]。
- 昭和24年（1949年）4月1日 - 昭和34年（1959年）3月、大阪女子大学の講師（嘱託）[24]。
- 昭和24年（1949年）4月1日、関西大学の講師（嘱託）[24]。
- 昭和24年（1949年）12月、広島県史跡名勝天然記念物調査会の委員長（委嘱）[24]。
- 昭和25年（1950年）5月15日 - 昭和34年（1959年）3月、大阪大学の講師（嘱託）[24]。
- 昭和25年（1950年）6月2日、関西大学大学院の講師（嘱託）[24]。
- 昭和25年（1950年）10月 - 昭和34年（1959年）3月、財団法人黒川古文化研究所の設立に際して理事（嘱託）兼研究員[24]。
- 昭和25年（1950年）12月13日、日本学術会議第2期・全国区第1部の会員に当選する[24]。
- 昭和26年（1951年）3月3日、日本学術会議学術資料委員会の委員（嘱託）[24]。
- 昭和26年（1951年）9月17日、昭和26年度広島大学教育指導講習会の講師（嘱託）[24]。
- 昭和26年（1951年）9月26日、『広島市史』編修委員会の委員長（委嘱）[24]。
- 昭和26年（1951年）9月、『芦屋市史』の編纂事業（委嘱）[25]。
- 昭和26年（1951年）12月13日、福山城保存顕彰会の顧問（委嘱）[25]。
- 昭和27年（1952年）2月1日、『生田神社史』の編纂委員長（委嘱）[25]。
- 昭和27年（1952年）3月18日、史跡多田院奉賛会の顧問（委任）[25]。
- 昭和27年（1952年）7月26日、広島県文化財専門委員会の委員長（委嘱）[25]。
- 昭和27年（1952年）8月1日、昭和27年度図書館専門職員養成広大講習会の講師（委嘱）[25]。
- 昭和28年（1953年）4月1日 - 昭和29年（1954年）3月31日、新学制により広島大学文学部の教授と広島文理科大学の教授に併任し、広島大学大学院文学研究科の5年課程における国史学専攻日本社会史担当となる[26]。
- 昭和29年（1954年）4月1日、関西大学文学部の教授と関西大学大学院の教授を兼任[10]。
- 昭和29年（1954年）4月1日 - 昭和30年（1955年）3月31日、広島大学大学院の講師（嘱託）[10]。
- 昭和30年（1955年）12月1日、『西宮市史』専門委員長（委嘱）[10]。
- 昭和31年（1956年）10月1日、豊中市立民俗館の館長（委嘱）[10]。
- 昭和31年（1956年）11月8日、『豊中市史』編集委員長（委嘱）[10]。
- 昭和32年（1957年）1月20日、日本学術会議第4期・全国区第1部の会員に就任[10]。
- 昭和32年（1957年）3月2日、香川大学の講師（委託）[10]。
- 昭和32年（1957年）4月26日、日本学術会議東洋学研究連絡委員会の委員（委託）[10]。
- 昭和32年（1957年）12月17日 - 昭和34年（1959年）3月26日、関西大学大学院の部長に就任[10]。
- 昭和33年（1958年）3月11日、兵庫県文化財専門委員会の会長（嘱託）[12]。
- 昭和33年（1958年）6月、関西大学学内協議会の協議員（委託）[12]。

## 所属学会
- 大阪歴史学会 - 昭和26年（1951年）6月24日に会長に推戴される[24]。
- 池田郷土史学会 - 昭和27年（1952年）4月1日に顧問を委任される[25]。
- 神戸史談会 - 昭和23年（1948年）7月に顧問に就任[8]。

## 受賞・栄典
- 大正10年（1921年）5月30日、正七位[16]。
- 大正13年（1924年）6月8日、従六位[19]。
- 大正15年（1926年）10月15日、正六位[19]。
- 昭和3年（1928年）11月16日、大礼記念章[7]。
- 昭和4年（1929年）4月15日、従五位[7]。
- 昭和10年（1935年）7月15日、正五位[20]。
- 昭和11年（1936年）2月4日、勲六等、瑞宝章[20]。
- 昭和15年（1940年）11月10日、紀元二千六百年祝典記念章[22]。
- 昭和16年（1941年）11月15日、従四位[22]。
- 昭和17年（1942年）8月19日、勲五等、瑞宝章[22]。
- 昭和27年（1952年）11月17日、中国新聞社の中国文化賞[25]。
- 昭和28年（1953年）11月3日、大阪府のなにわ賞[25]。
- 昭和34年（1959年）3月26日、従三位、勲三等、瑞宝章[12]。

## 業績
日本中世史、関西地域史などを中心に多くの著作をなした。

## 著作

### 単著
- 綜合日本史大系 第6巻 南北朝 内外書籍、1926
- 国史講座 第19巻　南北朝室町時代史 受験講座刊行会 1930
- 古社寺の研究 星野書店 1931
- 日本史新講 星野書店 1935
- 大阪府郷土史の研究 大阪府思想問題研究会 1935 (思想叢書)
- 京都史話 章華社 1936
- 歴史地理の研究 星野書店 1937
- 弘法大師と其後の時代 六大新報社 1937
- 新修日本史插図解説 第1分冊 星野書店 1938
- 日本文化の発達 柳原書店 1942
- 大阪郷土史読本 成象堂 1943
- 斑鳩寺と峰相記 全国書房 1943
- 手紙の歴史 全国書房 1943
- 摂津多田院と多田荘 京阪神急行電鉄 1944
- 日本中世史の研究 星野書店 1944

### 共著編
- 京都史蹟案内 修学旅行 西田直二郎共著 訂再版 京都帝国大学学友会 1917
- 離宮八幡宮史 沢井浩三共編 離宮八幡社々務所 1933
- 離宮八幡宮と大山崎油商人 沢井浩三共著 星野書店 1933
- 古記録・古文書抄 星野書店 1936
- 大阪文化史研究 星野書店 1943
- 瀬戸内海地域の社会史的研究 柳原書店 1952
- 日本史通論 新元社 1956
- 大名領国と城下町 柳原書店 1957
- 和泉松尾寺文書 大阪府教育委員会 1957 (大阪府文化財調査報告)

## 記念論集
- 魚澄先生古稀記念国史学論叢 魚澄先生古稀記念会 1959

## 親族
- 父：魚澄惣一郎（1846-1930）
- 母：魚澄くま（1854-1927）
- 兄：魚澄小一郎（?-?）
- 妻：魚澄多津（たづ、1883-?） - 永井光太郎の長女。大正3年（1914年）11月12日に結婚[3]。
  - 長女：典子（つねこ、1915-?） - 昭和15年（1940年）に篠原蒿寿と結婚。
  - 長男：康一（こういち、1917-1944） - 大正7年（1918年）、伯父の魚澄小一郎と養子縁組。
  - 次女：摩耶子（まやこ、1918-?） - 昭和17年（1942年）に森田新三と結婚。
  - 三女：稔子（としこ、1920-?） - 昭和29年（1954年）に細井馨と結婚。
  - 四女：爾波子（にわこ、1922-?） - 昭和22年（1947年）に鷺池雅司と結婚。
  - 五女：不二子（ふじこ、1924）
  - 次男：俊行（としゆき、1925-?）